# Pseudoparatettix platynotus
Pseudoparatettix platynotus is een rechtvleugelig insect uit de familie doornsprinkhanen (Tetrigidae). De wetenschappelijke naam van deze soort is voor het eerst geldig gepubliceerd in 1935 door Bey-Bienko.